# Elisabeth Hartnagel-Scholl
Elisabeth Hartnagel-Scholl, née le 27 février 1920 et décédée le 28 février 2020, est la sœur des résistants au nazisme Hans et Sophie Scholl.

## Biographie
Elisabeth Hartnagel (alors Scholl) a grandi avec ses frères et sœurs Inge (1917-1998), Hans (1918-1943), Sophie (1921-1943) et Werner (1922-1944) ainsi qu'avec son demi-frère Ernst Gruele (1915-1991). Ils ont vécu jusqu'en 1930 à Forchtenberg puis de 1930 à 1932 à Ludwigsburg et enfin à partir de 1932 à Ulm. Sa mère Magdalena et son père Robert Scholl l'éduquent aux valeurs chrétiennes. Ses frères et sœurs ont d'abord intégré avec enthousiasme au national-socialisme et étaient membres de la Ligue des jeunes filles allemandes ou des Jeunesses hitlériennes, mais ils sont devenus plus tard insatisfaits du régime nazi.

## Arrestation de Hans et Sophie
Ses frères et sœurs Hans et Sophie, ainsi que d'autres étudiants, ont participé à la production et à la distribution de tracts du groupe de résistance étudiante la Rose blanche, qui appelait à prendre des décisions claires contre la dictature d'Hitler. Ils ont été arrêtés le 18 février 1943 ; Elisabeth l'a appris par le journal. Quatre jours plus tard, le 22 février, Hans, Sophie et leur camarade Christoph Probst sont condamnés à mort à Munich par le Tribunal du peuple présidé par le juge Roland Freisler, venu de Berlin uniquement pour ce procès.
Vers 17 heures, les condamnés sont décapités à la prison Stadelheim de Munich. Le 24 février, les parents Scholl, Inge, Werner et Elisabeth sont présents aux funérailles de Hans et Sophie. Trois jours plus tard, le jour des 23 ans d'Elisabeth, toute la famille Scholl est arrêtée à Ulm, à l'exception de Werner qui est reparti au front soviétique après son congé. Elisabeth tombe gravement malade et est libérée au bout de deux mois ; elle est la première des Scholl à sortir de prison.

## Après la guerre
En octobre 1945, elle épouse Fritz Hartnagel (1917-2001). Fritz avait été le fiancé de Sophie, et, après l'exécution, tous deux avaient été rapprochés par leur chagrin commun. Le couple a eu quatre enfants. Après la mort de sa sœur Inge en 1998, Elisabeth a commencé à parler de ses frères et sœurs dans les écoles et autres établissements d'enseignement. Elle s'est engagée à perpétuer la mémoire de son frère et de sa sœur.
Elle est décédée le 28 février 2020, le lendemain de son centième anniversaire.